# 台東区立富士小学校
台東区立富士小学校（たいとうくりつ ふじしょうがっこう）は、東京都台東区浅草にある区立小学校。

## 概要
本校に通っている児童を「富士っ子」と呼ぶこともある。1900年開校。校歌は中山晋平作曲。最寄り駅は東京メトロ銀座線浅草駅、つくばエクスプレス浅草駅など。
学校所在地は、明治中期に廃寺になった浅草寺支院「修善院」の跡地。修善院は、学校前に現在もある浅草富士浅間神社の管理もしていた。

## 制服
児童は制服・制帽を着用。夏に女子児童は水色のワンピースを着用、男子児童は水色のシャツを着用。帽子も白に紺のパイピング付のものを着用。（普段着用と式典用の2種類あり、式典用は女子児童は少し厚手の生地の襟付きワンピースに共布で作られたベルトがある。男子児童は白の開襟シャツ。普段着用は女子児童は襟なしベルトなしの式典用より少し薄めの布のワンピース。男子児童は水色の開襟シャツ。式典用は主に式典に着用とされている。）
夏に制服が水色になる台東区立の小学校は富士小学校だけである。

## 沿革
- 1900年（明治33年）12月22日 - 元馬道7丁目（現在地）の浅間神社前に東京市富士尋常小学校して開校[6]。開校式を挙行する。児童は浅草小と私立校より収容し2学級を編成。
- 1902年（明治35年）5月 - 高等科2年生を併置し、富士尋常小学校と改称。
- 1908年（明治41年）4月 - 東京市富士尋常小学校と改称。
- 1916年（大正5年）7月 - 総2階建木造校舎新築起工。
- 1917年
  - 2月 - 新校舎竣工。普通教室24、特別教室2。
  - 3月15日 - 落成式。
- 1921年（大正10年）4月 - 田町の大火で全校舎類焼。
- 1923年（大正12年）
  - 6月 - 鉄筋コンクリートレンガ造三階建新校舎竣工、普通教室32特別教室4屋内体操場他の施設完備、東洋一の新式校舎と宣伝される。
  - 9月1日 - 4校に分散した児童を一堂に会して始業式を挙行。その日の昼に発生した関東大震災で一切の設備が灰塵に帰す。
- 1926年（大正15年）3月 - 復興工事終了。
- 1941年（昭和16年）4月 - 国民学校令により、東京市富士国民学校と改称[6]。
- 1944年（昭和19年）8月 - 戦局の悪化により、学童集団疎開。宮城県刈田郡福岡村鎌先温泉一条旅館および木村屋旅館に児童約590名疎開。
- 1945年（昭和20年）
  - 3月 - 戦災のため校舎全焼。
  - 11月 - 終戦により、学童疎開引揚げ。職員15名、児童50名。同月、浅草小3階で授業開始、職員23名、児童19名。
- 1946年（昭和21年）6月 - 保護者会結成。
- 1947年（昭和22年） - 学制改革により、東京都台東区立富士小学校と改称[6]。
- 1947年（昭和22年）7月 - 学校後援会創立総会を開催。
- 1948年（昭和23年）4月 - 後援会を富士小学校PTAとして発足。
- 1949年（昭和24年）9月 - 全児童復興新校舎に移転。1階8教室、2階5教室、衛生室、宿直室完成。
- 1952年（昭和27年）4月 - 第一次校舎改修工事完了。
- 1960年（昭和35年）
  - 9月 - 第二次校舎改修工事完了。
  - 10月 - 創立60周年記念式典挙行。
- 1961年（昭和36年）9月 - 第三次校舎改修工事完了。
- 1971年（昭和46年）11月 - 鉄筋コンクリート四階建て校舎落成。普通教室27、特別教室7、体育館、プール完備。創立70周年記念式典挙行。
- 1985年（昭和60年）11月 - 第一次校舎改修工事完了。
- 1987年（昭和62年）11月 - 第二次校舎改修工事完了。
- 1988年（昭和63年）11月 - 第三次校舎改修工事完了。
- 1989年（平成元年）11月 - 第四次校舎改修工事完了（体育館）。
- 1993年（平成5年）11月 - 校庭全面改修工事。
- 1997年（平成9年）9月 - 校舎耐震補強工事完了。
- 2000年（平成12年）9月 - 校舎外装改修工事完了。
- 2006年（平成18年）8月 - パソコン室改修工事完了。
- 2007年（平成19年）6月 - 特別教室（図工室・家庭科室・理科室・図書室・第二音楽室）のエアコン工事完了。
- 2008年（平成20年）10月 - プール内塗装・東側フェンス改修工事完了。
- 2009年（平成21年）
  - 3月 - 4階1教室増工事完了。
  - 4月 - 富士こどもクラブ開室。
- 2010年（平成22年）11月 - 小学校バンドフェスティバルにて金賞受賞。全国大会にて銅賞受賞。
- 2011年（平成23年）11月 - 第30回全日本小学校バンドフェスティバル東京都大会にて金賞受賞、全国大会にて銀賞受賞。
- 2012年（平成24年）11月 - 第31回全日本小学校バンドフェスティバル東京都大会にて3年連続金賞受賞、全国大会にて銅賞受賞[2]。
- 2023年（令和5年）1月 - 全教科 人権尊重教育推進指定校となる[7]。

## 教育目標
- 一.自分やみんなを大切にする心豊かな子
- 一.よく考えて進んで学ぶ子
- 一.最後までやりぬき責任を果たす子
- 一.明るく元気で運動の好きな子

## 通学区域
東京都台東区教育委員会によって指定されている富士小学校の通学区域は、以下の通り。
- 浅草三丁目（1番-7番、20番-35番）
- 浅草四丁目（1番-16番、17番1号・6号-8号、18番7号-10号、37番1号・7号-11号、38番1号・7号-10号、39番-49番）
- 浅草五丁目（1番-7番、20番-27番、39番-52番）
- 浅草六丁目（全域）
- 浅草七丁目（全域）
- 今戸一丁目（全域）
- 東浅草一丁目（1番-3番）

## 進学先中学校
公立中学校に進学する場合は次の2校が東京都台東区教育委員会により指定されている。
- 台東区立桜橋中学校 - 浅草三丁目（1番-3番、25番-30番）、浅草四丁目（1番-4番、48番、49番）、浅草五丁目（1番-3番、43番-48番）、浅草六丁目、浅草七丁目、今戸一丁目、東浅草一丁目（1番-3番）から通う児童
- 台東区立柏葉中学校 - 浅草三丁目（4番-7番、20番-24番、31番-35番）、浅草四丁目（5番-16番、17番1号・6号-8号、18番7号-10号、37番1号・7号-11号、38番1号・7号-10号、39番-47番）、浅草五丁目（4番-7番、20番-27番、39番-42番、49番-52番）から通う児童

## アクセス
- 東武鉄道伊勢崎線（東武スカイツリーライン）・東京メトロ銀座線・都営地下鉄浅草線・首都圏新都市鉄道つくばエクスプレス線浅草駅より、徒歩12分。
- 都営バス
  - 「上46」系統（上野松坂屋-南千住駅東口）で、浅草4丁目停留所下車後、徒歩5分。
  - 「都08」系統（錦糸町-日暮里駅）で、浅草2丁目停留所下車後、徒歩3分。
  - 「東42甲」系統（東京駅八重洲口-浅草橋駅-南千住駅）で、浅草7丁目停留所下車後、徒歩4分。
- 学校ホームページ内「アクセス」には、記載無いが、都営バス「草64」系統（池袋駅東口-浅草雷門南）で、「浅草警察署前」停留所からもアクセス可能（「草64」系統で「浅草警察署前」停留所下車した方が一番学校に近い）。

## 学校周辺
- 台東区立富士幼稚園 - 同一建物内で、かつ進級前幼稚園。
- 台東区北部区民事務所 - 敷地が隣接。
- 警視庁浅草警察署本署
- 台東区立富士公園

## 著名な卒業生
- 弓削徹（経営コンサルタント、著作家、コピーライター、日本工業大学大学院技術経営研究科教授、セミナー講師）